# Villa San Carlo Borromeo
Villa San Carlo Borromeo, è una dimora storica, costruita nel XIV secolo dai Visconti. Si trova, immersa in un parco secolare di undici ettari, a Senago, a 12 km da Milano.

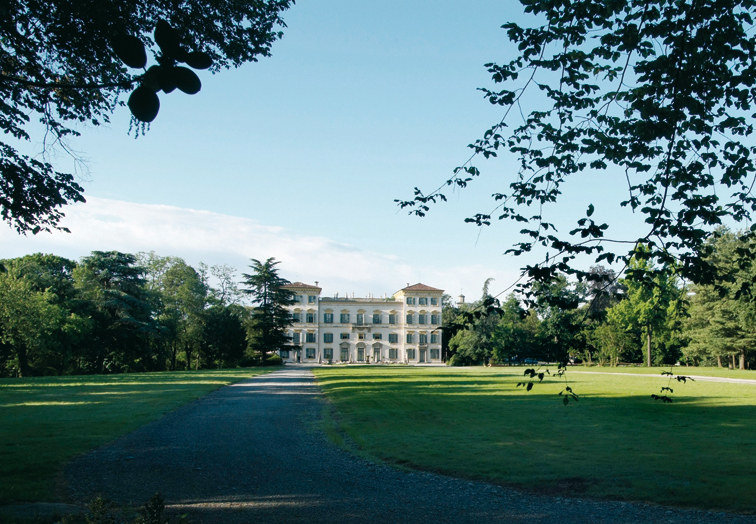
Villa San Carlo Borromeo a Senago con il parco

## Storia
Villa San Carlo Borromeo sorge su una collina che accolse, nell'VIII secolo a.C., un insediamento celtico e, in seguito, una roccaforte romana, nella quale soggiornò anche Giulio Cesare. Il terreno fu poi occupato dai Longobardi che trasformarono la roccaforte romana in una fortezza. Sulle rovine di quest'ultima i Visconti costruirono il loro palazzo, chiuso sui quattro lati. Fu una delle fortezze utilizzate da Bernabò Visconti.
Nel 1629, Federico Borromeo, nuovo proprietario della dimora, decise di abbattere uno dei quattro lati della struttura originaria. Nel 1630, la "Villa" divenne, per volere di Federico Borromeo, un rifugio per i migliori teologi e pensatori del tempo, fuggiti dalla città di Milano dove imperversava la peste.
Tra l'iconografia d'epoca celebri i ritratti delle dimore borromee a opera di Francesco Zuccarelli: nel Palazzo Borromeo dell'Isola Bella a Stresa è conservata l'opera raffigurante il "Palazzo di Senago".
L'edificio subì ulteriori modificazioni su progetto dell'architetto Filippo Cagnola sotto Giberto Borromeo. Ne arricchì inoltre l'arredamento, completando il mobilio raffinato voluto da Federico, aggiungendo lampadari di cristallo e opere d'arte di notevole valore. Nel suo testamento, Giberto invitò i suoi eredi a rispettare il restauro dell'edificio da lui deciso e a preservare tutti gli arredi.
Nel 1882 l'architetto di Varedo, Giuseppe Bagatti Valsecchi sposa Carolina Borromeo. Nel 1911, Febo Borromeo d'Adda decise di avviare un nuovo restauro fedele ai criteri dell'epoca, che fu affidato a Fausto Bagatti Valsecchi cognato di Carolina. Tracce e materiali dell'opera dei fratelli architetti sono conservate nel Museo Bagatti Valsecchi.
Nell'ultima fase della seconda guerra mondiale, la villa fu occupata dalle SS che distrussero parte dell'edificio e del suo mobilio. Dopo la ritirata dell'esercito tedesco e con il ritorno della pace, i proprietari dell'epoca decisero di affiggere due stelle di Davide sulla facciata del Museo Sant'Ambrogio, ad uno degli ingressi della Villa.
Lungo i sette secoli della sua storia, Villa San Carlo Borromeo è stata frequentata da innumerevoli artisti italiani e stranieri. Leonardo da Vinci soggiornò nella dimora, come anche molti scrittori ed artisti sforzeschi: San Carlo Borromeo, Ippolito Pindemonte, Montesquieu, il filosofo francese Denis Diderot, Stendhal, Napoleone, Alessandro Manzoni, Benedetto Croce, Antonio Rosmini, il fondatore del futurismo Filippo Tommaso Marinetti, Giovanni Verga, Luigi Pirandello e, in tempi più recenti, per citarne solo alcuni, lo scrittore francese di origini rumene Eugène Ionesco, lo scrittore argentino Jorge Luis Borges, lo scrittore rumeno ebreo Elie Wiesel e lo storico e romanziere cinese Shen Dali.

## Il restauro
Nel 1983, L'Università internazionale del Secondo Rinascimento acquista dalla famiglia Borromeo la Villa e il parco, lasciati in uno stato di abbandono per oltre vent'anni. In quel tempo, la struttura dell'edificio risulta fragile, il terrazzo è crollato, il tetto è danneggiato, gli infissi sono rovinati, l'edera ha eroso i muri esterni della Villa, il parco è quasi interamente inattraversabile. I nuovi proprietari decidono pertanto di avviare un primo importante restauro che mira alla salvaguardia stessa del bene.
Il restauro si è protratto nel tempo, fino ad oggi, fedele a criteri rigorosamente conservativi, con la collaborazione di ingegneri, esperti, architetti, tecnici, storici e filologi che hanno lavorato, insieme, sotto la direzione della Soprintendenza ai beni Ambientali ed Architettonici di Milano.
Il restauro ha riguardato il parco, nel quale sono state rigorosamente reinserite tutte le piante scomparse negli ultimi due secoli; l'edificio principale; la peschiera, i musei del parco (museo Sant'Ambrogio, museo Sant'Eustorgio, museo San Protasio); il museo della Ghiacciaia; il muro di cinta della Villa e i tre cancelli d'ingresso.
Questo lungo processo di restauro – una vera e propria valorizzazione del bene – ha restituito a Villa San Carlo Borromeo la sua originaria bellezza e l'ha trasformata in un Palazzo del turismo culturale ed artistico, nella sede dell'Università internazionale del Secondo Rinascimento e della casa editrice Spirali. La Villa è inoltre sede di congressi, corsi, seminari, riunioni di enti pubblici e privati, italiani e stranieri, ed infine di un museo permanente e di un museo per grandi mostre.

## Il museo

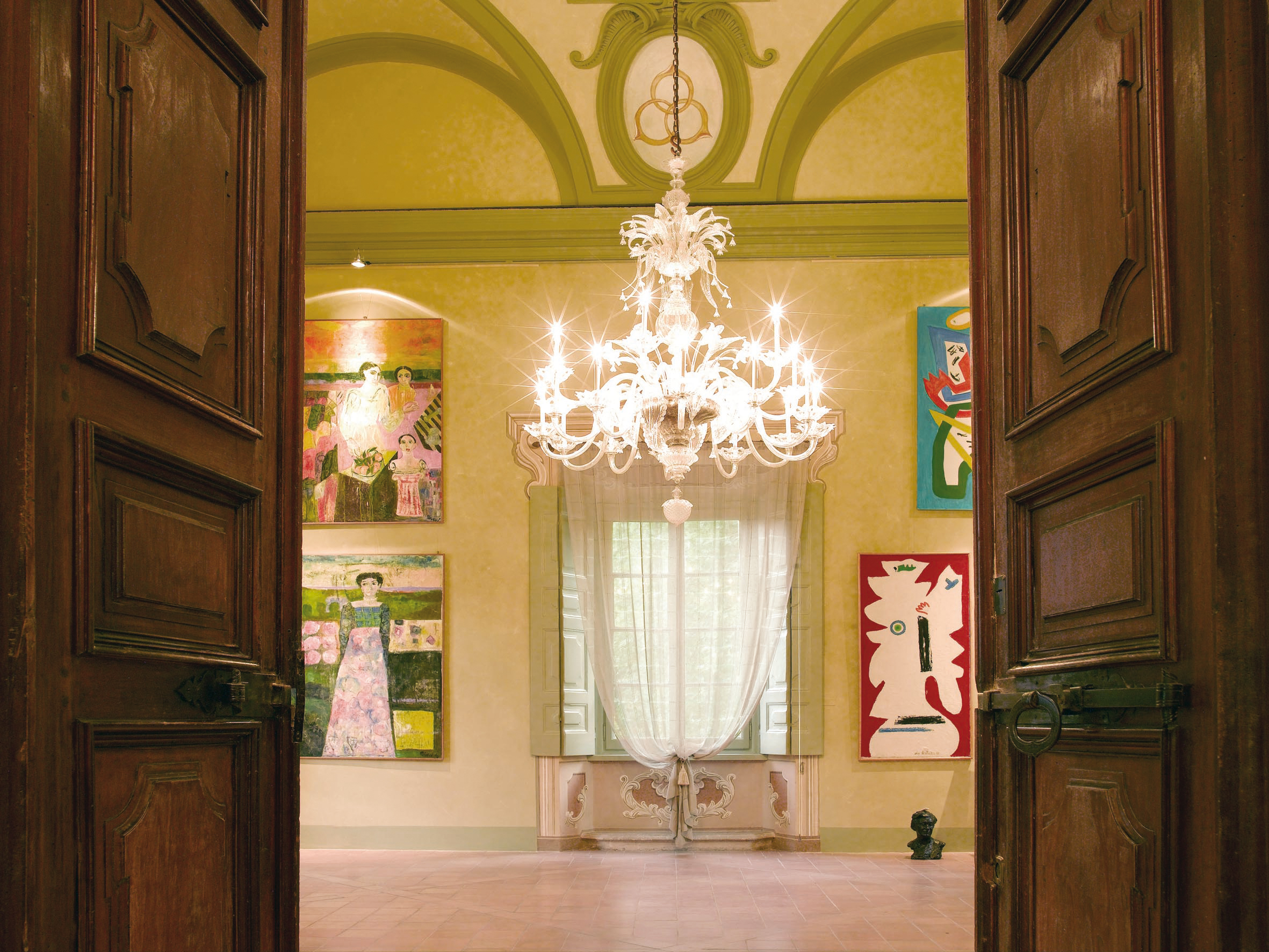
L'ingresso del museo della Villa San Carlo Borromeo a Senago (MI)

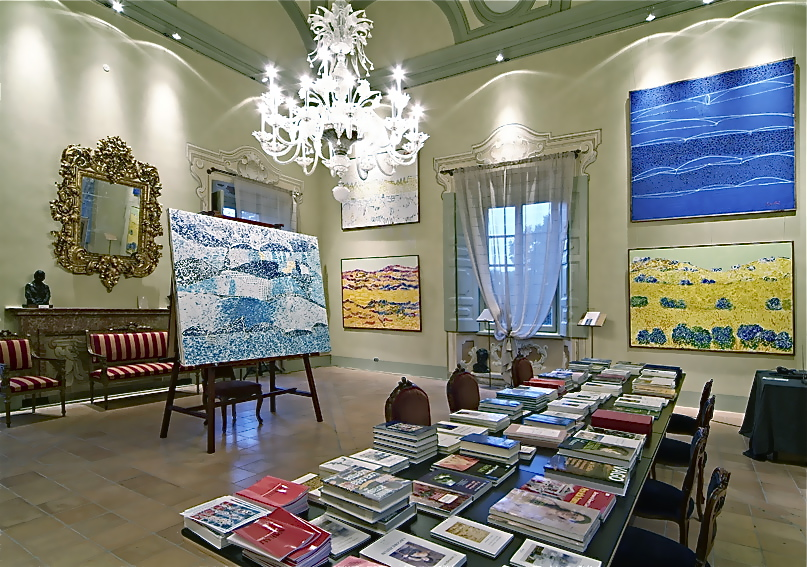
Una sala

Nel museo di Villa San Carlo Borromeo, sono oggi organizzate numerose mostre d'arte provenienti dal mondo intero.
Inoltre, le sale del museo ospitano una collezione permanente costituita dalle opere di grandi maestri del Novecento: artisti italiani ed europei, celebri maestri russi, tra cui Marc Chagall, Michail Anikushin, Andrej Lyssenko, Ely Bielutin, Josif Gurwič, Grigorij Zejtlin, Alekseij Lazykin. Grazie all'organizzazione di seminari, conferenze, rappresentazioni teatrali ed esposizioni, la tradizione artistica nata grazie al mecenatismo culturale del cardinale Federico Borromeo è sopravvissuta al passare dei secoli.

## Il parco
Il parco è diviso in due segmenti ben distinti. Il primo è costituito dall'altura centrale – un vasto pianoro erboso di 14.000 m2 – sulla quale sorge la proprietà. La circondano alberi di varie specie e di dimensioni notevoli come, ad esempio, il cedro, la magnolia, il platano, il tasso, l'ippocastano, il tiglio, la tuia gigante, il noce, il faggio rosso, il frassino, l'acero, la betulla bianca, l'acacia del Giappone, la sequoia, il ginkgo biloba, l'abete rosso, l'abete bianco, il pino dell'Himalaya e la quercia americana. Questo pianoro forma una specie di anfiteatro erboso e rappresenta lo scenario ideale per l'organizzazione di eventi, spettacoli e concerti.
Il secondo segmento del parco è costituito dalla parte perimetrale che circoscrive, a quota più bassa, la collina e la Villa. Si tratta della parte storica del terreno, dove sono state reintrodotte essenze tipiche locali ed esotiche, scomparse da anni, per costituire l'orto botanico.